# Mrs. Robinson
«Mrs. Robinson» és el títol d'una cançó escrita per Paul Simon i cantada originalment per Simon and Garfunkel. Quan va ser llançada com un senzill el 1968, va aconseguir arribar al número u del Billboard Hot 100 dels Estats Units, èxit que la banda aconseguí per segona vegada en la seva carrera, després d'haver-ho fet prèviament amb «The Sound of Silence». Una versió de «Mrs. Robinson»va formar part de la banda sonora de la pel·lícula El graduat de 1967. Un any després, la cançó apareixia com a part del disc Bookends. Un altre premi que la cançó va donar al duo va ser el premi Grammy a l'enregistrament de l'any, el 1969.

## Context
En la pel·lícula El graduat, que va donar fama a la cançó, el recentment graduat Benjamin Braddock, protagonitzat per Dustin Hoffman, manté una relació amorosa amb una dona casada major que ell, la senyora Robinson, paper protagonitzat per Anne Bancroft. Al llarg de la segona part de la pel·lícula s'empren diversos fragments de la cançó com a banda sonora.
Segons un article de Peter Bart publicat el 15 de maig de 2005 a la revista Variety, el director Mike Nichols volia que la banda sonora d'El graduat comptés amb alguna cançó de Simon and Garfunkel. El seu productor, Larry Turman, va sol·licitar a Simon que compongués tres cançons per a la pel·lícula. No obstant això, Simon, que en aquell moment estava massa ocupat durant una gira, no va poder compondre res. Quan Nichols va sol·licitar a Simon que li mostrés les seves composicions, Simon només tenia una cançó que tractava sobre Eleanor Roosevelt (Mrs. Roosevelt en la cançó) i Joe DiMaggio.

## Versions
Una de les principals versions que té la cançó va ser obra de Frank Sinatra, i estava inclosa en el seu àlbum de 1969, My Way. En aquesta versió, Sinatra canvia una sèrie de línies, reemplaçant "Jesus" per "Jilly", un dels seus millors amics. També han versionat aquest tema The Lemonheads, Billy Paul, James Taylor Quartet, Andrew Jackson Jihad, Bon Jovi, The Indigo Girls i The Nits, entre d'altres.